# Rickey Henderson
Rickey Nelson Henley Henderson, soprannominato "The Man of Steal" (Chicago, 25 dicembre 1958 – San Francisco, 20 dicembre 2024), è stato un giocatore di baseball statunitense che giocò nel ruolo di esterno nella Major League Baseball (MLB). Venne introdotto nella National Baseball Hall of Fame nel 2009 al suo primo anno di eleggibilità.

## Carriera
Henderson giocò per nove squadre nella MLB tra il 1979 e il 2003, inclusi quattro diversi periodo con la sua prima squadra, gli Oakland Athletics. È considerato uno dei migliori battitori leadoff (i primi nell'ordine di battuta) e ladri di basi della storia della lega. Detiene i record in carriera della major league per basi rubate, punti segnati, basi ball e fuoricampo leadoff . 

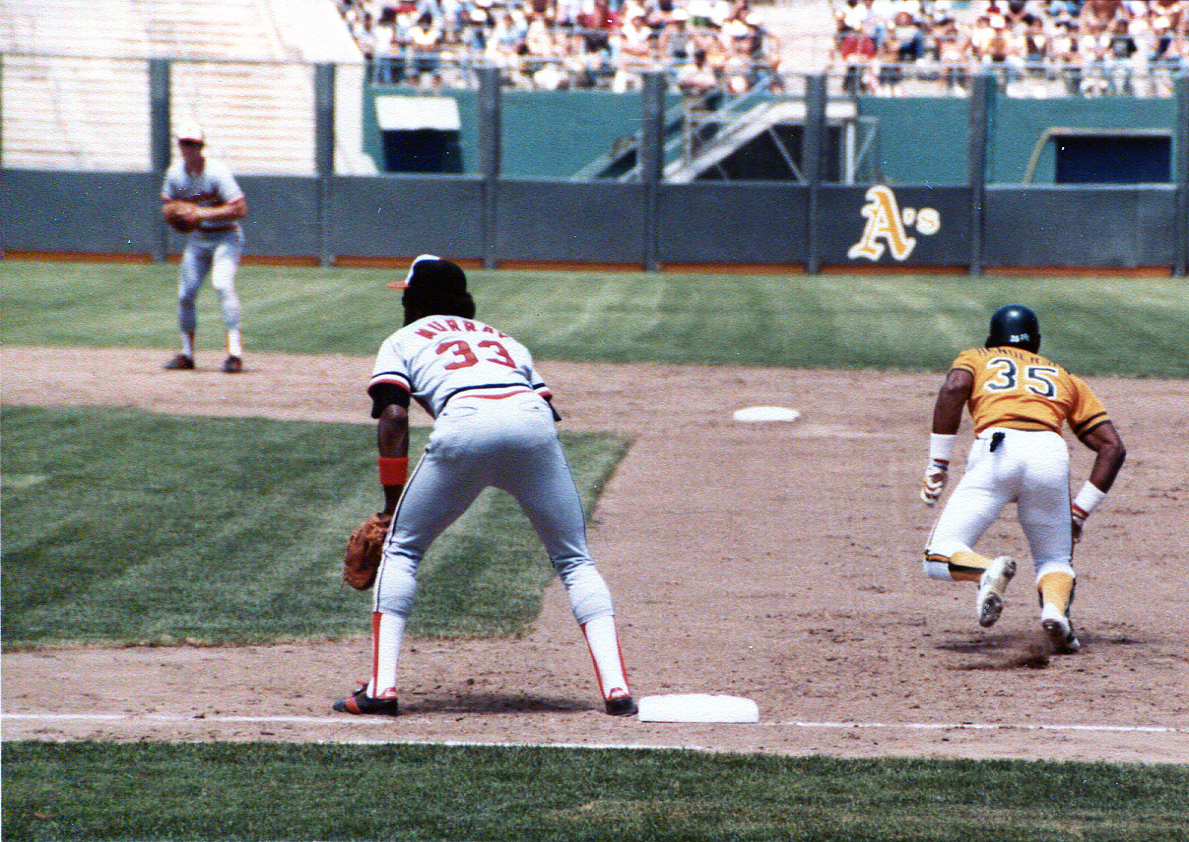
Henderson mentre ruba la seconda base per gli A's nel 1983

Henderson detiene anche il primato per basi rubate in una singola stagione (130 nel 1982) ed è l'unico giocatore della storia dell'American League ad avere rubato cento basi in una stagione, un'impresa che gli riuscì tre volte. Le sue 1.406 basi rubate in carriera sono il 50% in più del precedente record di 938 stabilito da Lou Brock. Henderson in quella categoria è anche il leader di tutti i tempi degli Oakland A's e in precedenza lo era stato anche dei New York Yankees tra il 1988 e il 2011. In 21 diverse stagioni si classificò tra i primi dieci nelle classifica delle basi rubate della lega, chiudendo al primo posto in 12 occasioni.
Henderson fu nominato MVP dell'American League nel 1990, quando finì secondo nella lega con una media battuta di .325, dietro solo a George Brett dei Kansas City Royals. Quell'anno disputò una stagione di particolare costanza, con la sua media che scese sotto il .320 per una sola gara, la terza dell'anno. Raggiunse le basi con una valida o una base ball in 125 delle sue 136 gare, guidando la AL in punti (119), basi rubate (65), arrivo in base (.439) e OPS (1.016), con 28 home run e 61 punti battuti a casa.
Henderson fu il battitore iniziale di due formazioni che vinsero le World Series: gli Oakland Athletics del 1989 e i Toronto Blue Jays nel 1993. Convocato per dieci All-Star Game, la sua alta percentuale di arrivo in base, il suo stile di battuta potente e l'abilità di rubare costantemente le basi lo resero uno dei giocatori più dinamici della sua epoca. Divenne noto anche per la sua inestinguibile passione per il gioco del baseball e per una personalità eccentrica che stupì e divertì i tifosi. Quando gli venne chiesto se Henderson fosse un futuro Hall of Famer, lo statistico Bill James rispose: "Se potessi dividerlo in due, avresti due Hall of Famer." Nel 1999, The Sporting News lo inserì al 51º posto nella classifica dei migliori cento giocatori di tutti i tempi.

## Palmarès

### Club
- World Series: 2

Oakland Athletics: 1989
Toronto Bluey Jays: 1993

### Individuale
- MVP dell'American League: 1

1990
- MVP dell'American League Championship Series: 1

1989
- MLB All-Star: 10

1980, 1982–1988, 1990, 1991
- Guanti d'oro: 1

1981
- Silver Slugger Award: 3

1981, 1985, 1990
- Leader dell'American League in basi rubate: 12

1980–1986, 1988–1991, 1998
- Numero 24 ritirato dagli Oakland Athletics
- Club delle 3.000 valide

## Record MLB
- 1.406 basi rubate in carriera
- 2.295 punti segnati in carriera
- 81 lead-off home run in carriera
- 130 basi rubate in una singola stagione